# Gazi Husrev-begova medresa
Gazi Husrev-begova medresa v Sarajevu je najstarejša vzgojno-izobraževalna ustanova v Bosni in Hecegovini in ena redkih v svetu, ki neprekinjeno deluje več kot 480 let.

## Zgodovina
Ustanovljena je bila 26. redžeba 943. po Hidžri (8. januar 1537 po gregorijanskem koledarju). Njen ustanovitelj je bil Gazi Husrev-beg, vnuk osmanskega sultana Bajazida II. in njegov namestnik v Bosni in Hercegovini. Zaradi svinčenih kupol je znana tudi kot Kuršumlija. Prvotno se je po Gazi Husrev-begovi materi in Bajazidovi hčerki Seldžuki, v katere čast je bila zgrajena, imenovala Seldžukija.
Ustanovitelj je v svoji modri in daljnovidni darovnici (vakufname) zapisal, da se mora v medresi razen duhovnih in tradicionalnih znanosti poučevati tudi "drugo, kar bo potrebno glede na običaje in potrebe mesta". V medresi se je izšolalo več tisoč bošnjeških alimov, imamov, hatibov, mualimov, muftij in hafizov in veliko renomiranih filozofov, umetnikov in znanstvenikov.

## Sodobna medresa
Gazi Husrev-begova medresa zdaj  deluje kot srednja škola. Šolanje traja štiri leta in poteka v bosanskem jeziku po učnem načrtu, ki ga sprejema Rijaset islamske skupnosti Bosne in Hecegovine in odobrava Ministrstvo za šolstvo in znanost Kantona Sarajevo. Dijaki medrese lahko nadaljujejo študij na kateri koli fakulteti v Bosni in Hercegovini in veliko fakultetah v tujini, zlasti v islamskem svetu.
Medresa je hkrati internat, ker vsi redni dijaki stanujejo v sami medresi. Dijaki imajo zato ob rednem pouku tudi veliko izvenšolskih dejavnosti, kot so sekcije, klubi in krožki. Zelo znana sta pevska sekcija, ki ima posnetih okoli deset avdio in video kaset ilahij in kasid (muslimanske verske pesmi), in časopis Zemzem, ki izhaja neprekinjeno od leta 1968. Fantovski in dekliški oddelki so ločeni.

## Sklic
1. ↑  [https://www.medresa.ba/historijat/ Arhivirano 2020-03-28 na Wayback Machine. Historijat Gazi Husrev-begove medrese. medresa.ba. Pridobljeno 7. decembra. 2016.